# Bathythrix
Bathythrix is een geslacht van insecten uit de orde vliesvleugeligen (Hymenoptera) en de familie Ichneumonidae.

## Soorten
- B. aerea (Gravenhorst, 1829)
- B. alter (Kerrich, 1942)
- B. anaulax Townes, 1983
- B. areolaris (Cushman, 1939)
- B. argentata (Gravenhorst, 1829)
- B. carinata (Seyrig, 1952)
- B. cilifacialis Sheng, 1998
- B. claviger (Taschenberg, 1865)
- B. collaris (Thomson, 1896)
- B. crassa Townes, 1983
- B. decipiens (Gravenhorst, 1829)
- B. eurypyga Townes, 1983
- B. formosa (Desvignes, 1860)
- B. fragilis (Gravenhorst, 1829)
- B. gyrinophagus (Cushman, 1930)
- B. hirticeps (Cameron, 1909)
- B. illustris Sawoniewicz, 1980
- B. ithacae Townes, 1983
- B. kuwanae Viereck, 1912
- B. lamina (Thomson, 1884)
- B. latifrons (Cushman, 1939)
- B. linearis (Gravenhorst, 1829)
- B. longiceps Townes, 1983
- B. maculata (Hellen, 1957)
- B. margaretae Sawoniewicz, 1980
- B. medialis Townes, 1983
- B. meteori Howard, 1897
- B. montana (Schmiedeknecht, 1905)
- B. narangae (Uchida, 1930)
- B. nigripalpis Townes, 1983
- B. pacifica (Cushman, 1920)
- B. pellucidator (Gravenhorst, 1829)
- B. peregrina (Cresson, 1868)
- B. pilosa (Uchida, 1932)
- B. pimplae Howard, 1897
- B. pleuralis Sawoniewicz, 1980
- B. praestans (Seyrig, 1952)
- B. prominens (Strobl, 1901)
- B. prothorax Momoi, 1970
- B. quadrata (Seyrig, 1952)
- B. rugulosa (Thomson, 1884)
- B. sericea (Provancher, 1875)
- B. sericeifrons (Provancher, 1879)
- B. sparsa Townes, 1983
- B. spatulator Aubert, 1964
- B. speculator (Seyrig, 1935)
- B. spheginus (Gravenhorst, 1829)
- B. strigosa (Thomson, 1884)
- B. subargentea (Cresson, 1864)
- B. tenuis (Gravenhorst, 1829)
- B. texana (Ashmead, 1890)
- B. thomsoni (Kerrich, 1942)
- B. triangularemaculata (Motschoulsky, 1863)
- B. triangularis (Cresson, 1868)
- B. triangulifera (Seyrig, 1952)
- B. vierecki Townes, 1983
- B. zonata Townes, 1983